# Syndrom der blinden Schlinge
Das Syndrom der blinden Schlinge (engl. blind loop syndrome), auch unter den Synonymen Blindsack-Syndrom und Blindschlingensyndrom bekannt, bezeichnet die Maldigestion und Malabsorption (also gestörte Aufnahme) von Fetten, Kohlenhydraten, Vitaminen und Mineralstoffen, die bei ausgeschalteten oder ausgesackten Darmabschnitten entstehen kann.
Das Syndrom der blinden Schlinge ist eine Folge von Zuständen oder operativen Eingriffen, die zu einer Ausschaltung eines bestimmten Darmabschnitts führen, z. B. Divertikel, Umgehungs-Enteroanastomosen im Dünndarmbereich.
Durch eine chronische Stauung des Darminhaltes in der blinden Schlinge (Chymusstagnation) kann es zu bakterieller Überwucherung kommen, was Schleimhautreizungen und Verdauungsstörungen zur Folge hat. Durch die stasebedingte Keimbesiedelung kommt es einerseits zu einem erhöhten Vitamin-B12-Verbrauch (Darmflora), wodurch es zu einem Vitamin-B12-Mangel mit entsprechender Symptomatik kommt, andererseits werden die Gallensäuren schnell dekonjugiert, was zum Durchfall führt. Ein weiterer Mechanismus für die Entstehung von Durchfällen scheinen von Bakterien produzierte Enterotoxine zu sein.

## Symptome
Durch die Dekonjugation der Gallensäuren kommt es zu einer chologenen Diarrhoe (Durchfall), zusätzlich führt die Malabsorption von Fetten zu einer Steatorrhoe, also zu einem Abgang von fetthaltigem Stuhl. Begleitend treten Bauchschmerzen und Übelkeit auf und als Komplikation der Diarrhoe kann es zu einer Hypokalzämie und zum Gewichtsverlust kommen. Ferner tritt meist ein Vitamin-B12-Mangel auf, der bis zur perniziösen Anämie und neurologischen Schäden fortschreiten kann.

## Therapie
Die Therapie kann operativ bzw. medikamentös erfolgen. Operativ kann man den Blindsack abtragen (Blindsackresektion) oder die Anastomose in eine physiologische End-zu-End-Anastomose umwandeln. Medikamentös verwendet man zur Bekämpfung der Keimbesiedelung Tetracycline, zur Bindung der freien Gallensäuren kann Colestyramin angewendet werden. Eine parenterale Vitamin-B12-Supplementierung wäre ratsam, um die Komplikation einer Anämie zu verhindern.